# Donji Mekinjar
Donji Mekinjar is een plaats in de gemeente Udbina in de Kroatische provincie Lika-Senj. De plaats telt 42 inwoners (2001).